# Spiroxya sarai
Spiroxya sarai är en svampdjursart som först beskrevs av Melone 1965.  Spiroxya sarai ingår i släktet Spiroxya och familjen Alectonidae.
Artens utbredningsområde är Italien. Inga underarter finns listade i Catalogue of Life.